# 1710 у науці

## Події
- У шведському місті Уппсала засновано Королівське наукове товариство Уппсали як Collegium curiosorum (Колегія допитливих).

## Астрономія
- Едмонд Галлей, порівнявши свої спостереження з Птолемейовим «Альмагестом», зробив висновок про власний рух деяких «непорушних» зірок[1][2].

## Фізіологія та медицина
- Стівен Гейлс  поставив перші досліди з вимірювання місткості серця ссавців[3]

## Технологія
- Якоб Кристоф Леблон винайшов багатоколірний друк, використавши червону, блакитну та жовту фарби.

## Зоологія
- Рене Антуан Реомюр  надрукував роботу з пропозицією використовувати  павуків для виробництва  шовку.